# Řád rytířů Rizala

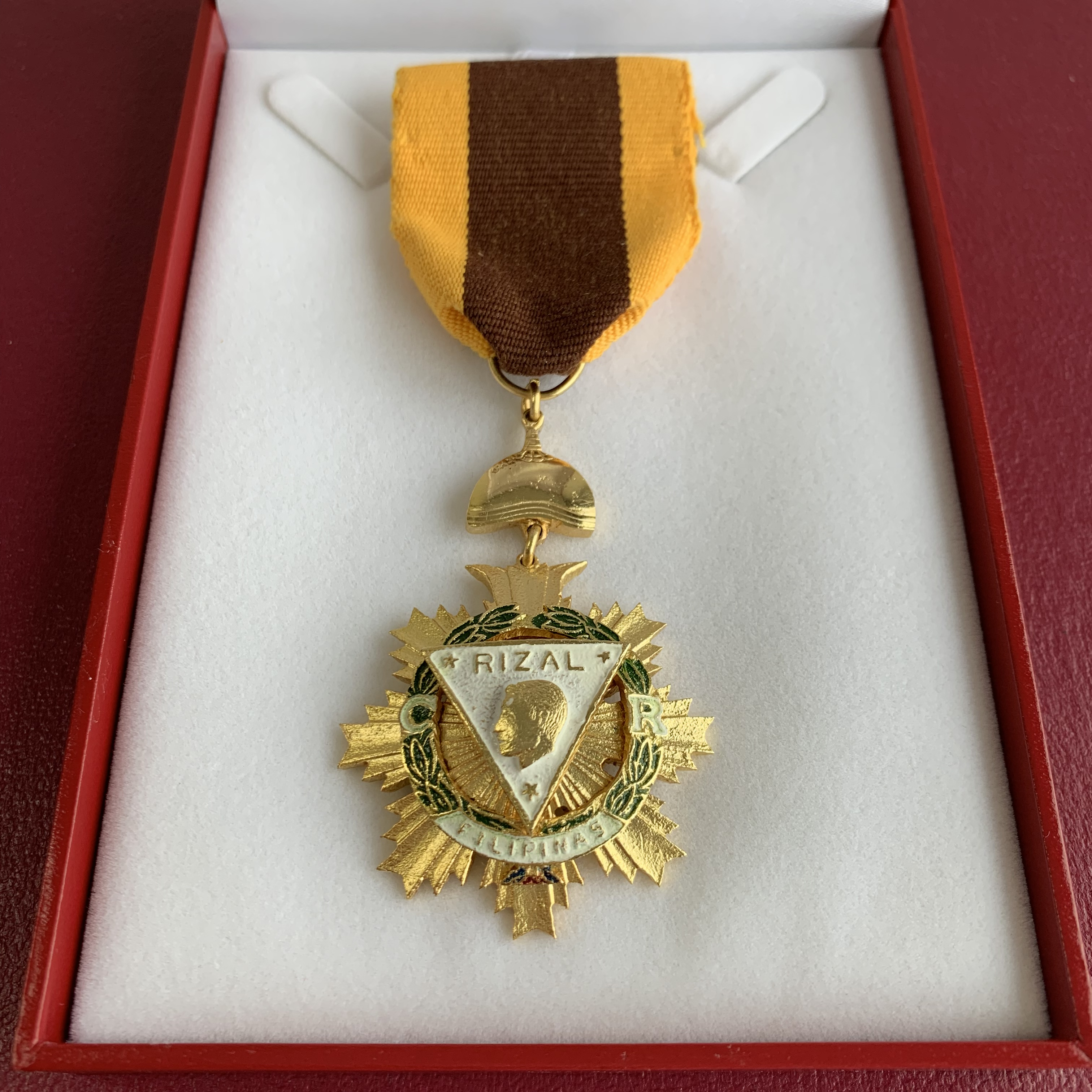
Řádová insignie (třída rytíř)

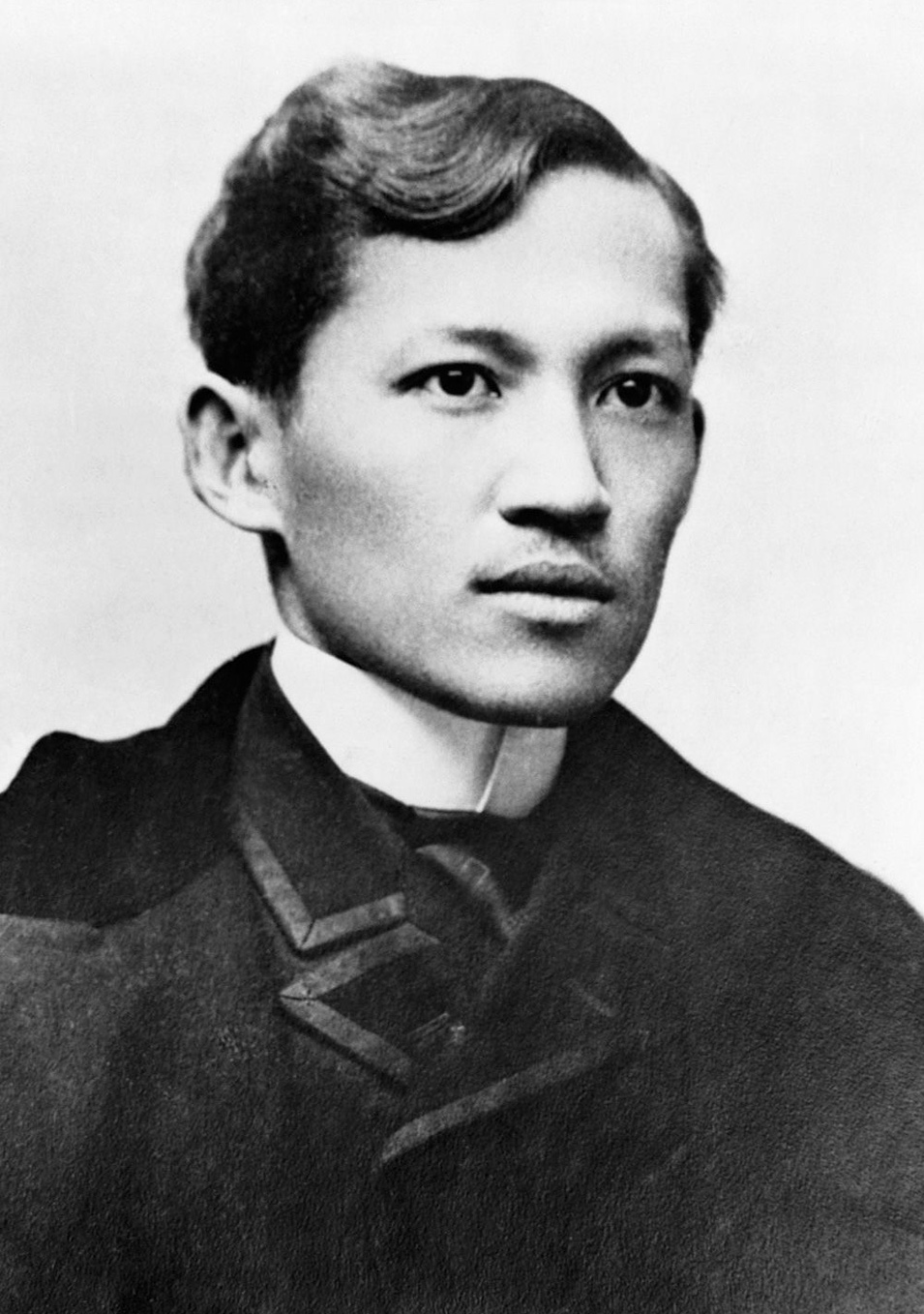
Dr. José Rizal

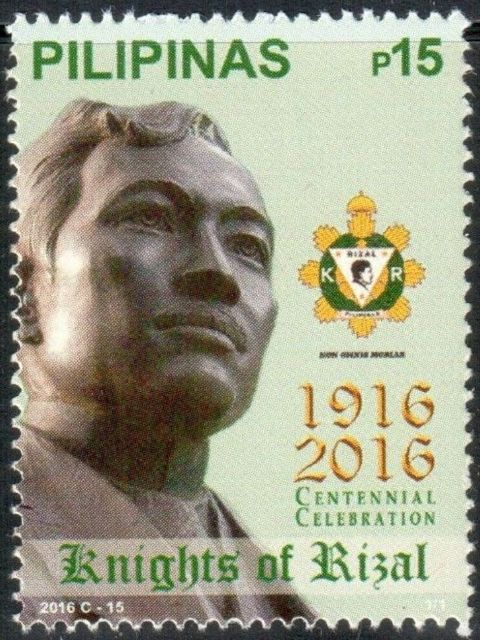
Výroční známka ke 100. výročí Řádu rytířů Rizala

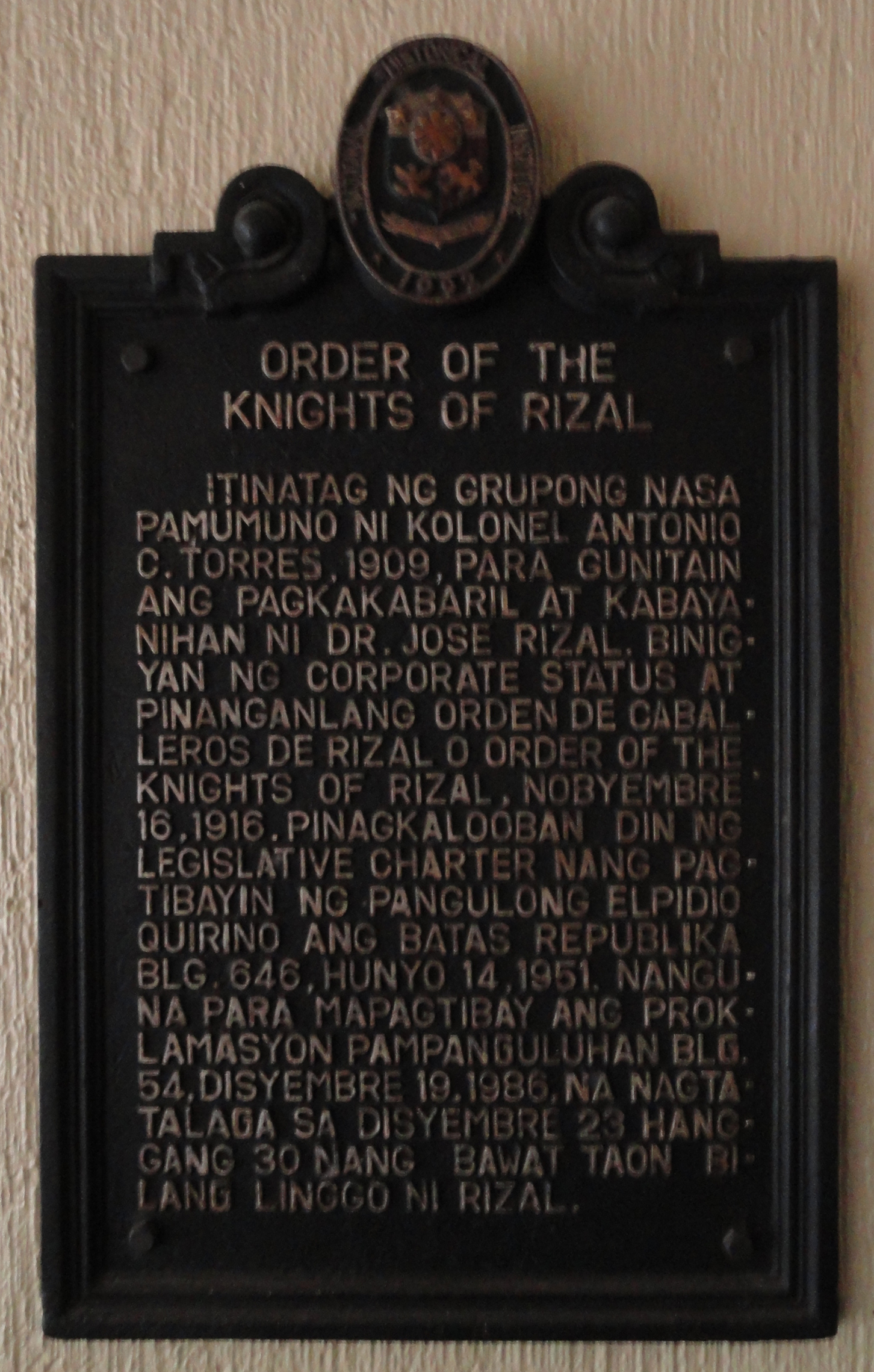
Pamětní deska v Manile

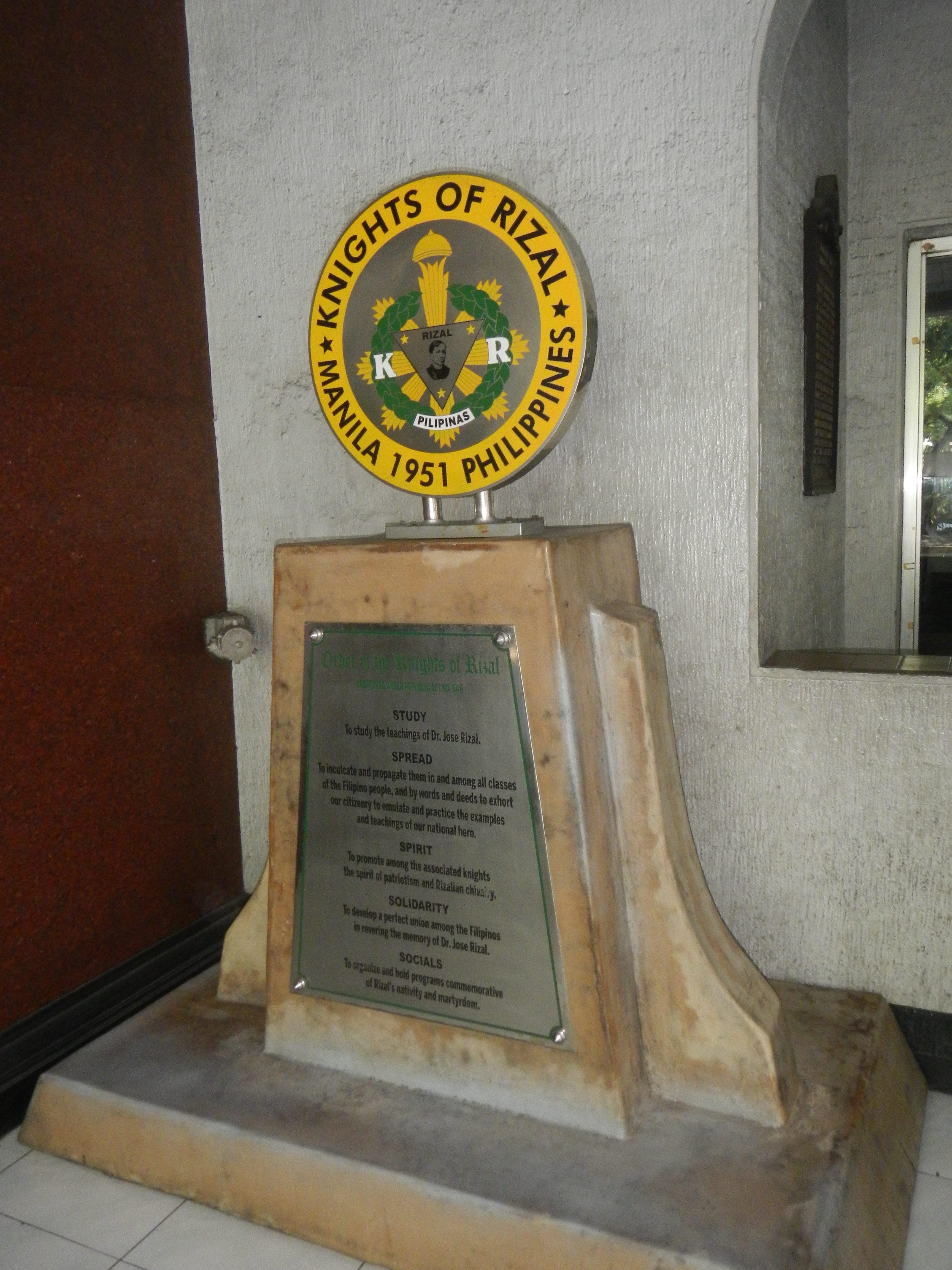
Velitelství řádu v Manile

Řád rytířů Rizala je občanská a vlastenecká organizace na Filipínách. Řád není spojen s církví ani se šlechtou, byl vytvořen na počest a podporu ideálů filipínského národního hrdiny Josého Rizala.
Řádové insignie jsou zaznamenány jako oficiální ocenění Filipín (výkonné nařízení č. 236).

## Historie
Historie řádu sahá do roku 1911, kdy plukovník Antonio C. Torres, který se později stal prvním filipínským náčelníkem policie v Manile, zorganizoval skupinu 9 mužů z různých oblastí společenského života za účelem připomenout vhodným způsobem popravu a mučednictví J. Rizala. V roce 1916 tito Rizalovi obdivovatelé vytvořili společnost pojmenovanou Řád rytířů Rizala. Řád získal legislativní listinu od prezidenta Elpidia Quirina jakožto nesektářská, nestranická, občanská, vlastenecká a kulturní organizace podle republikového zákona č. 646 ze dne 14. června 1951, stalo se tak při příležitosti 90. výročí narození J. Rizala.

### Současnost
Od svého založení se řád rozrostl na tisíce členů patřících do více než 130 aktivních poboček na Filipínách a více než 60 aktivních poboček ve světě. Je organizací uznanou státem. Vedení se skládá většinou z bývalých politiků či velvyslanců.

## Hodnosti
- velkokříž (Knight Grand Cross of Rizal KGCR)
- velkodůstojník (Knight Grand Officer of Rizal KGOR)
- komandér (Knight Commander of Rizal KCR)
- důstojník (Knight Officer of Rizal KOR)
- rytíř (Knight of Rizal KR)

## Titulatura
Výsadou členů Řádu rytířů Rizala je užívaní titulu Sir před jejich jménem, zatímco manželky rytířů přidávají před křestní jména titul Lady. Titulatura platí pro mluvenou i písemnou verzi na území Filipín.

## Uniforma
Při oficiálních příležitostech bývají členové oděni do barongue, tedy béžové košile zdobené ručními výšivkami.

## Řád v České republice
V roce 2006 se komandérem řádu stal velvyslanec České republiky na Filipínách Jaroslav Ludva.
Členem řádu je rovněž akademický sochař Libor Pisklák, jenž je autorem bust Ferdinanda Blumentritta (parkán hradeb v Litoměřicích) a J. Rizala (busta na Mírovém náměstí v Litoměřicích, pro Filipínské centrum ve Vídni, dále busta v Heidelbergu a v Limě), nebo senátor za Litoměřicko Alexandr Vondra.
V roce 2006 se rytířem řádu stal starosta Litoměřic Ladislav Chlupáč. První pobočka Řádu rytířů Rizala byla v České republice založena v roce 2007 v Litoměřicích.
V roce 2007 navštívila Českou republiku delegace vedení Řádu rytířů Rizala.
Výzkumem přátelských vztahů profesora litoměřické reálky Ferdinanda Blumentritta s lékařem J. Rizalem se zabýval český historik a archivář Jindřich Tomas (člen řádu od roku 2008).
V roce 2011 se komandérem řádu stal děkan 1. LF UK Tomáš Zima. Ve stejném roce vydala Univerzita Karlova publikaci José Rizal, osobnost historie medicíny a národní hrdina Filipín (autoři Tomáš Zima a Leoš Středa). Křest knihy se uskutečnil v Akademickém klubu 1. LF UK ve Faustově domě za účasti velvyslankyně Filipín v ČR Evelyn D. Austria‑Garciové, konzulky Moniky Kazdové a delegace Řádu rytířů Rizala.
V roce 2012 a 2013 pořádal zastupitelský úřad v Manile ve spolupráci s Řádem rytířů Rizala kurzy českého jazyka a kultury, které vedli konzulka Monika Kazdová a Leoš Středa (člen řádu od roku 2008).

## Aktivity
Členství v organizaci vyžaduje neustálou účast na celoročních projektech řádu. Řád vyzývá své členy, aby podporovali rozvoj a šíření kultury a vzdělávání, všech forem umění a vyjadřování, filozofických děl, výzkumu, obecného blahobytu, humanitární a charitativní akce, čímž pokračuje v práci a filozofii J. Rizala. Kromě vedení nebo aktivní účasti na oficiálních a diplomatických obřadech připomínajících důležitá data v životě J. Rizala a filipínského Dne nezávislosti se členové zaměřují také na filipínskou mládež po celém světě. V rámci celosvětové existence řádu jsou prováděny mezinárodní humanitární projekty a akce.

## Významní zahraniční nositelé
- Juan Carlos I.[28]
- Henry Kissinger[12]
- Anwar Ibrahim[29]
- Austin Coates[30]
- John Ensign[31]
- Daisaku Ikeda[32]
- Kiyoshi Sumiya[33]

### Prezidenti Filipínské republiky
- Emilio Aguinaldo[34]
- José P. Laurel[30]
- Manuel L. Quezon[30]
- Carlos P. Garcia[30]
- Diosdado Macapagal
- Ferdinand E. Marcos
- Corazon Aquino
- Fidel V. Ramos
- Joseph Ejercito Estrada
- Benigno Aquino III
- Rodrigo Duterte

### Filipínské osobnosti
- Gabriel A. Daza[35]
- Juan F. Nakpil[36]
- Jose S. Laurel III[30]
- Antonio C. Torres[30]